# Томас (округ, Небраска)
Шаблон:StateAbbr_ 41°55′ пн. ш. 100°35′ зх. д. / 41.92° пн. ш. 100.58° зх. д.
Округ Томас (англ. Thomas County) — округ (графство) у штаті Небраска, США. Ідентифікатор округу 31171.

## Історія
Округ утворений 1887 року.

## Демографія
За даними перепису
2000 року
загальне населення округу становило 729 осіб, усе сільське.
Серед мешканців округу чоловіків було 364, а жінок — 365. В окрузі було 325 домогосподарств, 216 родин, які мешкали в 446 будинках.
Середній розмір родини становив 2,84.
Віковий розподіл населення поданий у таблиці:
| Стать    | До 15 років | 15-21 | 22-29 | 30-39 | 40-49 | 50-65 | 65-85 | Понад 85 |
| -------- | ----------- | ----- | ----- | ----- | ----- | ----- | ----- | -------- |
| Чоловіки | 63          | 44    | 26    | 46    | 60    | 63    | 53    | 9        |
| Жінки    | 55          | 24    | 28    | 35    | 69    | 68    | 72    | 14       |

## Суміжні округи
- Черрі — північ
- Блейн — схід
- Логан — південь
- Макферсон — південний захід
- Гукер — захід